# Вабило
Вабило або ваба — мисливське знаряддя для соколиного полювання. 
Виготовляється переважно з двох крил якого-небудь птаха, які зшиті полотенцями разом, або одного крила, що відірване від тулуба птаха з грудним м'язом. Два або одне крила кріпляться до мотузки.
Призначення вабила полягає в тому, щоб відбирати у мисливського птаха спійману ним здобич і приманювати його. У першому випадку мисливець підміняє здобич вабилом, з прив'язаним до нього шматком м'яса, і птах переходить на нього, залишаючи здобич. У другому випадку вабило прив'язують до довгої мотузки і розмахують ним у повітрі, допоки приручений птах не спуститься на нього.
У арабів вабило виготоляють з крил дрофи, у туркмен — з двох прямокутних шматків повсті на мотузці.